# Чернобыльская мадонна
«Чернобыльская мадонна» — памятный знак жертвам Чернобыльской катастрофы в Киеве, рядом с Национальным музеем «Чернобыль» по адресу пер. Хорива, 1. Установлен в 1996 году. Авторы — скульптор Леонид Верстак и архитектор Анатолий Гайдамака.

## Описание
Памятный знак расположен слева от входа в музей «Чернобыль», обращен к переулку Хорива. Представляет собой архитектурно-скульптурную композицию: три полукруглые арки, выложенные из красного кирпича, образуют обрамление для установленной под центральной аркой бронзовой стилизованной фигуры женщины, которая стоит с поникшей головой в длинном узком наряде, ниспадающем до ног, оставляя открытыми босые ступни; руки молитвенно прижаты к груди. В центре женской фигуры помещена фигурка младенца с протянутыми руками. В боковых арках закреплены два бронзовых колокола. Композиция ассоциируется с иконописным образом, архитектурное обрамление — с мотивами древнерусского храма.
Искусствовед Галина Скляренко описывает художественные особенности скульптуры:
Художественное решение скульптуры отличается четкостью и лаконичностью силуэта, строгой обобщенностью пластики, в которой преобладают гладкие полированные поверхности, подчеркнутые изломами конструктивно выявленных объемов.
Высота скульптуры составляет 2,3 м, высота арок — 3,5 м, ширина — 1,2 м.